# Carlos Ortiz (golfista)
Carlos Ortiz (Guadalajara, Jalisco; 24 de abril de 1991) es un golfista profesional mexicano que ha jugado en el PGA Tour y el Korn Ferry Tour. Ganó el Abierto de Houston 2020 del PGA Tour.

## Primeros años
Ortiz nació en Guadalajara, Jalisco. Jugó golf universitario en los Estados Unidos en la Universidad del Norte de Texas. En la Universiada de Verano de 2011, formó parte del equipo que ganó la medalla de bronce. Jugó en la selección mexicana en el Trofeo Eisenhower 2010 y nuevamente en 2012 donde México fue subcampeón.
Su hermano menor Álvaro es un golfista profesional que representó a México en el Trofeo Eisenhower en 2014, 2016 y 2018 y ganó el Campeonato Amateur de América Latina 2019.

## Carrera profesional
Ortiz se convirtió en profesional en 2013. Terminó T-15 en la escuela de clasificación del Korn Ferry Tour después de jugar en la primera, segunda y última etapa. Luego se unió al Tour en 2014. Ganó el cuarto evento del año, el Campeonato Panamá Claro. Ganó su segundo evento del Korn Ferry Tour tres semanas después en el Campeonato El Bosque de México y se ubicó entre los 200 primeros en el Ranking Mundial Oficial de Golf. Ortiz recibió una exención de patrocinador para competir en el Memorial Tournament 2014, donde terminó T-65 en su debut en el PGA Tour. Ganó su tercer evento Korn Ferry de la temporada en el WinCo Foods Portland Open, obteniendo el estatus de exención total en el PGA Tour 2014-15 como ganador en tres ocasiones en una sola temporada. Más tarde fue elegido Jugador del Año del Korn Ferry Tour.
En su primera temporada completa en el PGA Tour, Ortiz terminó 93.º en la FedEx Cup y tuvo un mejor resultado de la temporada de T9 en el Mayakoba Golf Classic. Sin embargo, perdió su lugar en la gira después de una mala temporada 2016. Jugó en el Korn Ferry Tour en 2017 y 2018 y recuperó su lugar en el PGA Tour después de la temporada 2018. Terminó la temporada del PGA Tour 2018-19 en el puesto 113 en los Playoffs de la Copa FedEx con un mejor resultado empatado en el tercer lugar en el Sanderson Farms Championship, jugado a fines de 2018.
En noviembre de 2020, Ortiz ganó su primer evento del PGA Tour en el Abierto de Houston. Se convirtió en el tercer ganador mexicano en el PGA Tour después de Víctor Regalado y César Sanudo. La última victoria del PGA Tour por un jugador nacido en México, antes de la victoria de Ortiz, fue 22 años antes por Regalado en el 1978 Quad Cities Open. El triunfo de Ortiz lo calificó para ser invitado al Torneo Masters 2021, siendo el segundo mexicano en ganar una invitación, luego de su propio hermano, quien jugó en el Masters 2019 como aficionado.

## Victorias profesionales (4)

### Victorias del PGA Tour (1)
| N.º | Fecha                  | Torneo             | Puntuación ganadora | A la altura | Margen de victoria | Subcampeones                     |
| --- | ---------------------- | ------------------ | ------------------- | ----------- | ------------------ | -------------------------------- |
| 1   | 8 de noviembre de 2020 | Abierto de Houston | 67-68-67-65 = 267   | −13         | 2 golpes           | Dustin Johnson, Hideki Matsuyama |

### Victorias del Korn Ferry Tour (3)
| N.º | Fecha                | Torneo                             | Puntuación ganadora | A la altura | Margen de victoria | Corredor (s) -up        |
| --- | -------------------- | ---------------------------------- | ------------------- | ----------- | ------------------ | ----------------------- |
| 1   | 23 de marzo de 2014  | Campeonato Panamá Claro            | 70-68-66-64 = 268   | −12         | 4 golpes           | Jason Gore              |
| 2   | 13 de abril de 2014  | Campeonato El Bosque México        | 74-67-66-68 = 275   | −13         | 2 golpes           | Justin Thomas           |
| 3   | 24 de agosto de 2014 | Abierto de Portland de WinCo Foods | 66-63-70-71 = 270   | −14         | 1 trazo            | Jason Gore, Adam Hadwin |